# 1998 au théâtre
| Années du théâtre : 1995 - 1996 - 1997 - 1998 - 1999 - 2000 - 2001    |
| Décennies du théâtre : 1960 - 1970 - 1980 - 1990 - 2000 - 2010 - 2020 |

Cet article présente les faits marquants de l'année 1998 au théâtre.

## Événements
- La dramaturge australienne, née en Nouvelle-Zélande, Alma De Groen devient la première personne à voir son œuvre dramatique honorée par le prix Patrick-White, fondé par le prix Nobel australien.

## Pièces de théâtre publiées
- Les Monologues du vagin d'Eve Ensler, créés en 1996, sont publiés en langue originale, préfacés par Gloria Steinem, aux éditions Villard, New York.

## Pièces de théâtre représentées
- Les Bonnes de Jean Genet, adaptation et mise en scène Camille et Manolo, Théâtre du Centaure
- 8 janvier : Dans la jungle des villes de Bertolt Brecht, mise en scène Stéphane Braunschweig, Théâtre national de la Colline
- 15 janvier : Holocauste de Charles Reznikoff, mise en scène Claude Régy, Théâtre national de la Colline
- 20 février : The Woman in the Window d'Alma De Groen, première au Fairfax Studio de Melbourne, Victoria
- 11 mars : Germania 3 d'Heiner Müller, mise en scène Jean-Louis Martinelli, Théâtre national de la Colline
- 19 mars : Les gens déraisonnables sont en voie de disparition de Peter Handke, mise en scène Christophe Perton, Théâtre national de la Colline
- 28 avril : Une journée particulière d'après le film d'Ettore Scola, mise en scène Jacques Weber, Théâtre de Nice
- 6 mai : Un ennemi du peuple de Henrik Ibsen, mise en scène Claude Stratz, Théâtre national de la Colline
- 14 mai : Le Miracle de György Schwajda, mise en scène Michel Didym, Théâtre national de la Colline
- 28 mai : Copenhagen de Michael Frayn au théâtre Cottesloe de Londres
- 10 septembre : Pour un oui ou pour un non de Nathalie Sarraute, mise en scène Jacques Lassalle, Théâtre national de la Colline
- 24 septembre : Le Poisson des grands fonds de Marieluise Fleisser, mise en scène Bérangère Bonvoisin, Théâtre national de la Colline
- 12 novembre : Ange des peupliers de Jean-Pierre Milovanov, mise en scène Laurence Mayor, Théâtre national de la Colline
- 18 novembre : Yvonne, Princesse de Bourgogne de Witold Gombrowicz, mise en scène Yves Beaunesne, Théâtre national de la Colline
- L'Échange de Paul Claudel, mise en scène Bernard Lévy, Nouveau théâtre d'Angers

## Récompenses
- 6 avril : 12e Nuit des Molières (Molières 1998)

## Décès
- 25 janvier : Jean Rougerie (°1929)
- 29 janvier : Muse Dalbray (°1903)
- 1er février : Gérard Séty (°1922)
- 5 février : Germaine Ledoyen (°1908)
- 12 février : Georges Riquier (°1918)
- 19 mars : Catherine Sauvage (°1929)
- 23 mars : Louis Arbessier (°1907)
- 31 mars : Blanche Montel (°1902)
- 2 avril : Jackie Sardou (°1919)
- 30 avril : Teddy Bilis (°1913)
- 28 mai : Jean-Pierre Granval (°1923)
- 24 juin : Jandeline (°1911)
- 24 juin : Jean Mercure (°1909)
- 29 juin : Jess Hahn (°1921)
- 9 juillet : François Darbon (°1915)
- 12 juillet : Jean Parédès (°1914)
- 9 août : Gabriel Cattand (°1923)
- 5 octobre : Denis Savignat (°1937)
- 8 novembre : Jean Marais (°1913)
- 13 novembre : Edwige Feuillère (°1907)